# Tantilla andinista
Tantilla andinista este o specie de șerpi din genul Tantilla, familia Colubridae, descrisă de William M. Wilson și Mena 1980. Conform Catalogue of Life specia Tantilla andinista nu are subspecii cunoscute.